# Carlos (film)
Carlos, též Le Prix du chacal je francouzsko-německý hraný film z roku 2010, který režíroval Olivier Assayas. Snímek měl světovou premiéru dne 19. května 2010.

## Děj
Film zachycuje život Iliche Ramíreze Sáncheze alias Carlose od jeho revolučních protestů až k terorismu.

## Obsazení
| Édgar Ramírez          | Ilich Ramírez Sánchez řečený Carlos     |
| Alexander Scheer       | Johannes Weinrich                       |
| Alexander Beyer        | poručík Wilhelm Borostowski             |
| Razane Jammal          | Lana Jarrar                             |
| Anna Thalbach          | Inge Viett                              |
| Susanne Wuest          | Edith Heller                            |
| Nora von Waldstätten   | Magdalena Kopp                          |
| Julia Hummer           | Gabriele Kröcher-Tiedemann, řečená Nada |
| Aljoscha Stadelmann    | Wilfried Böse, řečený Boni              |
| Farid Elouardi         | Farid                                   |
| Udo Samel              | Bruno Kreisky                           |
| Abbes Zahmani          | Abdelazíz Buteflika                     |
| Nicolas Briançon       | Jacques Vergès                          |
| Jean-Baptiste Malartre | Jacques Sénard                          |
| Martha Higareda        | Amparo                                  |
| Ahmad Kaabour          | Wadía Haddád                            |

## Ocenění
- Evropská filmová cena: nejlepší střih (Marion Monnier a Luc Barnier)
- Zlaté glóby: nejlepší mini-série nebo nejlepší televizní film, nominace na nejlepšího herce v minisérii nebo televizním filmu (Édgar Ramírez)
- César: nejslibnější herec (Édgar Ramirez)
- Satellite Award: nominace na nejlepší minisérii
- London Film Critics Circle: nominace na herce roku (Édgar Ramírez)
- Screen Actors Guild Award: nominace na nejlepšího herce v minisérii nebo televizním filmu (Édgar Ramírez)